# Ng Ching
Ng Ching (chinesisch 吳菁; * 5. April 1977) ist eine Badmintonspielerin aus Hongkong.

## Karriere
Ng Ching nahm 1997 an den Badminton-Weltmeisterschaften und 1998 an der Endrunde des Uber Cups teil. In den Hongkong wurde sie 2002 nationale Meisterin im Damendoppel.

## Sportliche Erfolge
| Saison | Veranstaltung                          | Disziplin   | Platz | Name                     |
| ------ | -------------------------------------- | ----------- | ----- | ------------------------ |
| 1997   | Indien: Internationale Meisterschaften | Damendoppel | 5     | Tung Chau Man / Ng Ching |
| 2000   | Hongkong: Einzelmeisterschaften        | Damendoppel | 1     | Chan Mei Mei / Ng Ching  |